# De Cive
De Cive (буквален превод: За гражданина) е книга на Томас Хобс публикувана през 1642 г. и е считана за една от най-важните му творби.
Тя предхожда класическита му републиканска линия на аргументация по-добре изразена в „Левиатан“. Известната фраза „война на всеки срещу всички“ се появява първо в De Cive.

## История
De Cive е първата книга от трилогията работи на Хобс на тема човешкото познание, другите 2 произведения са De Corpore (За тялото), издадена през 1655 и De Homine (За човека), издадена през 1658. Заради политическия смут по това време, по специално нестабилността около Гражданската война от 1642 година, Хобс бързо публикува тази работа, която е трябвало да излезе последна, а именно De Cive. Тя съдържа 3 части: „Свобода“, „Власт“ и „Религия“. В първата част Хобс описва човешкото естествено състояние в съответствие с природните закони, във втората разглежда необходимостта от установяване на стабилно правителство. Последната част от основните твърдения са обосновани с теологични аргументи.

## Публикации
De Cive е завършена през ноември 1641 – преди Английската гражданска война (затова аргументите повторени десетилетие по-късно в Левиатан не могат да се считат за повлияни от войната). Книгата е публикувана на латински през 1642, редактирано издание през 1647. De Cive е преведена на английски под името „Философски разсъждения относно правителството и обществото“ публикува през 1651 г. Джон Оубри твърди, че Хобс сам е превел една част от работата си на английски с успех присъщ на професионален преводач.
Преди това през 1649 има още един превод – на френски език. Произведението е публикувано под заглавието: „Elemens philosophiqves du citoyen. Traicté politiqve, où Les Fondements de la Societé civile sont decouverts“, преведено от Samuel Sorbière.
Сегашното издание на книгата е издадено на латински и английски с автор Х. Уоренбърг.